# Хоа-Бінь
Хоа-Бінь — назва мезолітичної спільноти мисливців-збирачів раннього голоцену, приблизно 12 000 — 10 000 років тому у В'єтнамі. 
Сліди цієї культури були також знайдені в інших країнах Південно-Східної Азії. 
Носії культури Хоа-Бінь жили переважно в печерах та під кам'яними дахами (абрі) та харчувалися тваринами та рослинами. 
Крім того, кам'яні знаряддя , які можна віднести до цих мисливців-збирачів, називають культурою Хоа-Бінь. 

Це кам'яні знаряддя з лускою з одного боку , що датуються 10000 — 2000 рр. тому

і часто називають суматралітом.
У 2016 році в Юньнані, Китай, за 40 км від кордону з М'янмою у печері виявлено артефакти, що належать до комплексу Хоа-Бінь та датовані 41 500 роком тому. 

Бакшонський період часто розглядають як різновид індустрії Хоа-Бінь, що характеризується вищою частотою артефактів з каменю з лезом порівняно з ранніми артефактами Хоа-Бінь, датованими приблизно  8000–4000 рр. тому. 

## Розвиток термінології
Назву Хоа-Бінь запропоновано в 1927 році французькою археологинею Мадлен Колані

для позначення культури, яка залишила кам'яні знаряддя праці в печерах та скелястих виступах вапнякового ландшафту в північнов'єтнамській провінції Хоабінь. 
Колані розкопала 54 місця з подібними залишками в провінціях Тханьхоа, Куангбінь і особливо Хоабінь у Північному В'єтнамі. 
На першому Конгресі палеоісториків Далекого Сходу було узгоджено визначення (у перекладі):
|  | «(Це) культура зі знаряддями праці, які зазвичай мають луску в результаті різних примітивних методів обробки. Вона характеризується знаряддями праці, які часто оброблялися лише з одного боку: кам'яні молотки, знаряддя грубої трикутної форми, диски, короткі сокири та артефакти мигдалеподібної форми, а також значна кількість кістяних знарядь праці». |

Метьюз, 1966
На конгресі також вирішили розділити Хоа-Бінь на три періоди: 
|  | * Хоа-Бінь I: виключно відщепні інструменти, досить великі та грубі. - Хоа-Бінь II: дещо менші та точніше виготовлені інструменти, пов’язані з протонськими інструментами. - Хоа-Бінь III: ще менші інструменти, переважно відщепні з вторинною обробкою, без протонських інструментів. |

– Метьюз : 1969, 68
Типологія, спочатку запропонована Колані, була настільки складною, що, наприклад, 82 артефакти з Сао-Донга довелося або можна було розділити на 28 різних типів. 
Після того, як в 1964 році Метьюз дослідив кам'яне укриття епохи Хоа-Бінь в Сай-Йок у тайській провінції Канчанабурі, він виявив, що артефакти зливаються один з одним за розміром і формою і, таким чином, не є справжніми типами. 
Після того, як Честер Горман оцінив знахідки з печери духів в 1970 році, він представив детальніше визначення культури Хоа-Бінь, а саме: наявність односторонніх лускатих знарядь праці, виготовлених з гравію, та характерний склад харчових залишків (ракоподібні, риба, дрібні та середні ссавці).
У 1994 році на конгресі в Ханої погоджено з сучасною точкою зору, що Хоа-Бінь, це радше промисловість, ніж культура чи технокомплекс, і що вона базується на валунних знаряддях (а не на гальці).

## Технологія до-Хоа-Бінь
У своїй статті Ха Ван Тан виклав визначення кам'яної технології, яка виникла в період до-Хоа-Бінь. Він виявив примітивні відщеплення у стратиграфії під гальковими знаряддями періоду до-Хоа-Бінь на кількох ділянках Південно-Східної Азії, що спонукало його назвати технологію відщеплення нгуоміан — на честь великого скупчення відщеплень, знайдених у скельному укритті Нгом у провінції Тхай-Нгуєн, В'єтнам. 

Технології Хоа-Бінь також вважаються продовженням сонвійської технології. 

## Поширення

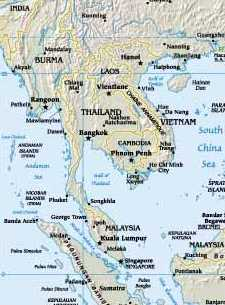
Ареал поширення культури Хоа-Бінь

Культуру Хоа-Бінь вперше почали вивчати у В'єтнамі, де знайдено найбільше пам'яток, понад 120. 
Однак, це, ймовірно, просто віддзеркалює інтенсивніші дослідження В'єтнаму, ніж інших регіонів Південно-Східної Азії. 
Стоянки культури Хоа-Бінь були знайдені в Таїланді, Лаосі, Камбоджі, Бірмі та Суматрі.
Важливими місцями є наступні печери або скельні дахи
- Кмом-Траї, Ланг-Ван і Ханг-Муой, усі в Хоабінь у Північному В'єтнамі
- Гуа-Ча в Келантані, Малайзія
- Печера духів у Мехонгсоні, Таїланд
- Печера Ланг-Камнан в Канчанабурі, Таїланд
- Печера Ланг-Ронґріен у Крабі, Таїланд

Окрім цієї основної області, археологи, такі як Йоганнес Мозер, також виявили ізольовані табори в Непалі, південному Китаї, Тайвані та Австралії. 

## Хоа-Бінь та одомашнення рослин
Горман (1971) знайшов у Печері духів залишки численних рослин після ретельного просіювання ґрунту, а саме мигдаль, горіхи бетеля, боби, горох, гарбузи, водяні каштани та плоди горіхового дерева. 
Це породило гіпотезу про те, що епоха Хоа-Бінь збіглася з початком сільського господарства в Південно-Східній Азії . 
Однак, було доведено, що різновиди всіх цих рослин не відрізняються від тих, що зустрічаються в природі, а це означає, що жодного культивування не проводилося.
Знахідки в печері духів, проте, доводять, що носії культури Хоа-Бінь мали складні знання про рослинний світ і вміли їх використовувати.

## Генетичні зв'язки з давніми та сучасними популяціями Східної та Південно-Східної Азії

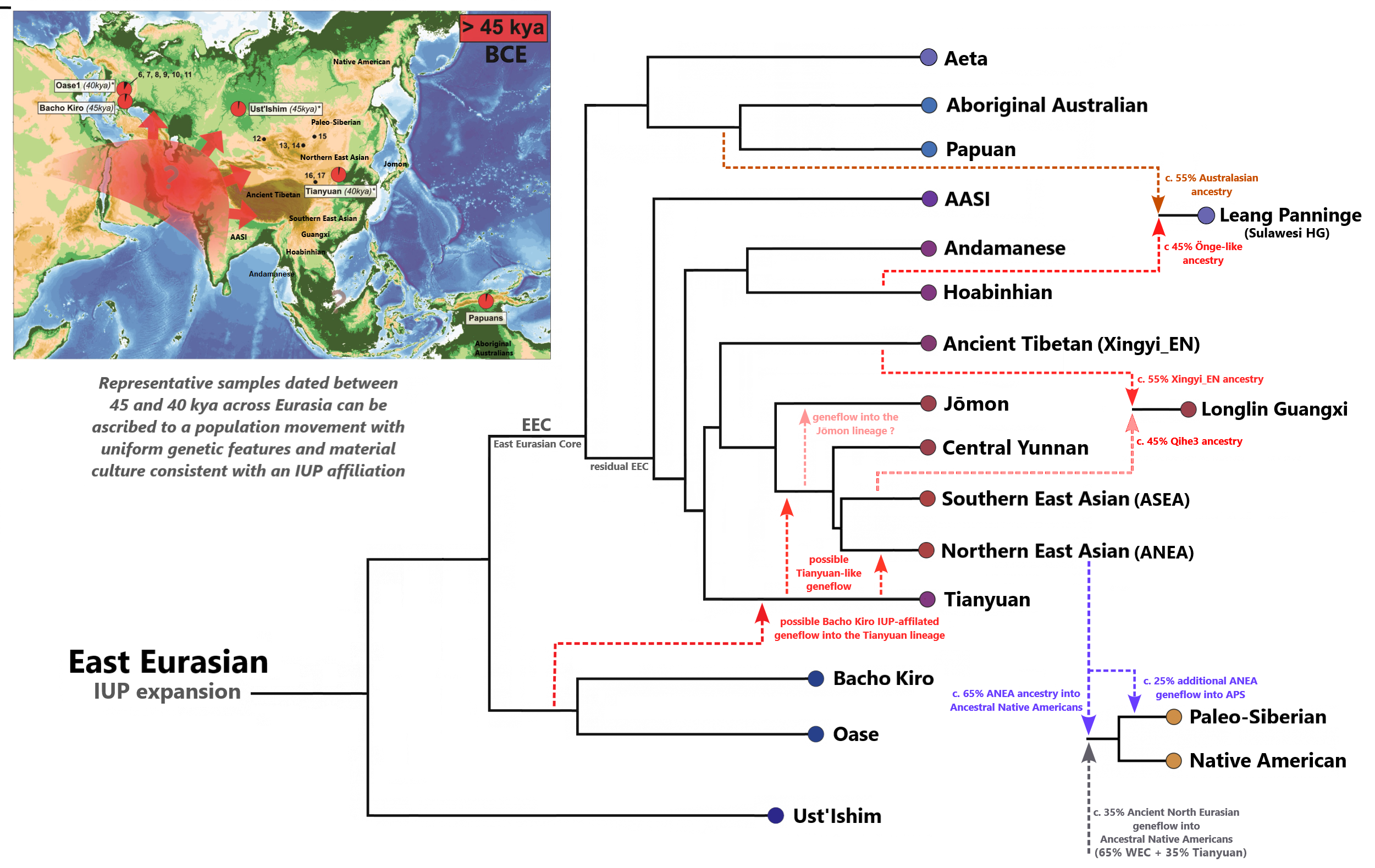
Філогенетичне положення лінії Хоа-Бінь серед інших. Описано, що походження Хоа-Бінь дуже відрізняється від спільного предка сучасних східних та південно-східних азіатів.

Станом на 2022 рік лише два зразки стародавньої ДНК було вилучено з осіб, розкопаних з комплексу Хоа-Бінь : один зразок з Пха-Фаен, провінція Болікхамсай, Лаос (7888 ± 40 років до н. е.) 

та один з Гуа-Ча в Улу-Келантані, Малайзія (4319 ± 64 роки до н. е.). 
Хоча верхньопалеолітичне походження предка Хоа-Бінь, представленого цими двома зразками, невідоме, було виявлено, що походження Хоа-Бінь пов'язане з основним «східноазійським» компонентом предків, що зустрічається у більшості сучасних східних та південно-східних азіатів, хоча й сильно відрізняється від нього. 

Популяції Хоа-Бінь мають «ранньодиференційоване східноазійське походження» і є тубільними групами мисливців-збирачів значної частини Південно-Східної Азії. 
 
Вони демонструють найвищу генетичну спорідненість з верхньопалеолітичною тяньюаньською людиною з північного Китаю, народом дзьомон з Японії, 

андаманськими онге та джарава, семангами (також відомими як «малайзійські негритоси») та манік з внутрішніх районів Малайського півострова. 

Виникнення неоліту в Південно-Східній Азії супроводжувалося зміщенням населення, спричиненим міграціями з південного Китаю. 
Генетичні зразки неоліту з материкової частини Південно-Східної Азії переважно мають східноазійське походження, пов'язане з давнім населенням з південного Китаю , але багато з цих зразків (меншою мірою) також демонструють домішки з походженням, пов'язаним з Хоа-Бінь. 
У сучасних популяціях ця домішка східноазійського та Хоа-Бінь походження найсильніше пов'язана з австроазійськомовними групами 

і також може бути відтворена в моделях, де зразки онге взяті як показники походження Хоа-Бінь. 